# Call Me No One
Call Me No One (zkráceně CMNO) byla americká hard rocková hudební skupina. Byla aktivní pouze v roce svého vzniku – 2012. Dva ze členů byli z kapely Sevendust a to Clint Lowery a Morgan Rose. K nim se posléze přidali Rek Mohr a Alan Price. Jejich debutové a zároveň jediné studiové album Last Parade vyšlo 5. června 2012.

## Diskografie

### Studiová alba
- Last Parade (2012)

### Singly
- Biggest Fan (2012)